# بابک علی‌اکبروف
بابک علی‌اکبروف (ترکی آذربایجانی: Babək Mürsəl oğlu Ələkbərov؛ زادهٔ ۲۴ دسامبر ۱۹۸۷) فرد نظامی اهل جمهوری آذربایجان است.
وی همچنین برندهٔ جوایزی همچون نشان برای آزادسازی جبرئیل، نشان برای قهرمانی، نشان برای آزادسازی زنگلان، و نشان قهرمان جنگ میهنی شده‌است.